# Mozaikszók listája: Z, Zs
Ezen a lapon a Z és Zs betűvel kezdődő mozaikszók ábécé rend szerinti listája található. A kis- és nagybetűk nem különböznek a besorolás szempontjából.

## Lista: Z
- ZMNE – Zrínyi Miklós Nemzetvédelmi Egyetem
- zrt – zártkörű részvénytársaság
- ZTE – Zalaegerszegi Torna Egylet

## Lista: Zs
- ZSKF – Zsigmond Király Főiskola